# Państwowy Uniwersytet w Mingeczaurze
Państwowy Uniwersytet w Mingeczaurze, (azer. Mingəçevir Dövlət Universiteti) – azerska uczelnia wyższa z siedzibą w Mingeczaurze.
Uczelnia została założona 23 kwietnia 1991r. jako filia Azerbejdżańskiej Państwowej Akademii Nafty im. M. Azizbekowa. Od 1993r. funkcjonował jako Politechnika. Zarządzeniem Prezydenta Republiki Azerbejdżanu z dnia 24 lipca 2015 r. Nr 1335 politechnika została przekształcona w uniwersytet.
Uczelnia zatrudnia ponad 300 pracowników, w tym 185 pracowników naukowych na 3 wydziałach:
- Pedagogicznym,
- Ekonomii i Zarządzania,
- Inżynierii.

W roku akademickim 2019/2020 na uniwersytecie studiowało ok. 2400 studentów.